# Droit de la tarification sanitaire et sociale en France
Le droit de la tarification sanitaire et sociale est la partie du droit des institutions sociales et médico-sociales qui concerne les règles de financement des établissements sociaux et médico-sociaux en France.
Branche spécifique du droit administratif, il est défini par les articles L. 351-1 et suivants et R. 351-1 et suivants du code de l'action sociale et des familles.